# Білл Моєс
Білл Моєс англ. (Bill Moyes; * 1932, Австралія) — дельтапланерист, один з піонерів дельтапланеризму.

## Біографія
Один з перших, хто піднявся в небо на крилі Рогалло.
Збірна СРСР з дельтапланерного спорту в складі Жєглова В, Мисенко В, Соболєва І, Сутягіна А, Дробишева С, Коркача А узяла участь в 1988 році в Чемпіонаті світу з дельтапланерного спорту в Австралії і була прийнята Біллом і Моллі в його сім'ї. На його фірмі протягом тижня працював Кіносян Л, з Біллом співпрацював Кокурін В. Піонер дельтапланеризму в СРСР Гохберг Михайло неодноразово відвідував сім'ю Білла в Австралії під час своїх наукових відряджень. В 2011 році Мойєс відвідав Росію. Маршрут подорожі — Чита-Москва-Італія. В Москві, 11 липня 2011 року, Білла зустріли його друзі, піонери дельтапланерного спорту в СРСР і друзі Білла Гохберг М, Табакєєв Є, Жеглов В, Кокурін В, Нікітін І та Кіносян Л.

## Сім'я
В 1951 році одружився з Моллі Моєс. У нього 3 дочки, один син — чемпіон світу з дельтапланеризму Стів Моєс, 14 внуків і 10 правнуків.

## Бізнес
Мойєси заснували компанію з виробництва дельтапланів — Moyes Delta Gliders

## Цікаві факти
- В 79 років ще літав на дельтапланах і показував фігури вищого пілотажу в Читі місцевим спортсменам 9 липня 2011 року.
- Відомий тим, що стартував з повітряної кулі[3].